# Prisma a tetto di Amici

Un disegno di un prisma a tetto di Amici.

In ottica, un prisma a tetto di Amici, così chiamato dal nome del suo inventore, l'astronomo italiano Giovanni Battista Amici (1786-1863), è un tipo di prisma ottico dispersivo riflettente in grado di deviare un raggio luminoso di 90°, invertendo contemporaneamente l'immagine; per questo, esso trova largo impiego negli oculari di diversi strumenti ottici come sistema di raddrizzamento delle immagini.
Questo prisma riflessivo, talvolta chiamato anche semplicemente "prisma di Amici", non va confuso con il prisma dispersivo di Amici, talvolta anch'esso chiamato "prisma di Amici".

## Struttura e funzionalità
Il prisma a tetto di Amici ha la forma di un comune prisma retto, ossia una forma a triangolo rettangolo, con la superficie dell'ipotenusa a forma di "tetto" a 90°, cioè divisa in due superfici che si incontrano perpendicolari, in corrispondenza del lato più lungo, formando uno spigolo, che però è causa di alcuni problemi. Una volta che il raggio di luce entra da uno dei due cateti, rispettivamente le facce di entrata e di uscita, le sue componenti vengono totalmente riflesse internamente dalle superfici "a tetto" per due volte prima di uscire in corrispondenza dell'altro cateto; e in tale processo, che vede la deviazione di 90° del raggio in entrata, l'immagine viene invertita mantenendo comunque la propria chiralità.
Le due superfici site in corrispondenza dell'ipotenusa, che devono essere perfettamente perpendicolari onde evitare che si crei uno sdoppiamento dell'immagine, possono talvolta essere rivestite da uno strato riflettete, il che consente di realizzare prismi che deviano il raggio anche di angoli diversi da 90° pur mantenendo la totale riflessione interna.

## Applicazioni e prismi simili

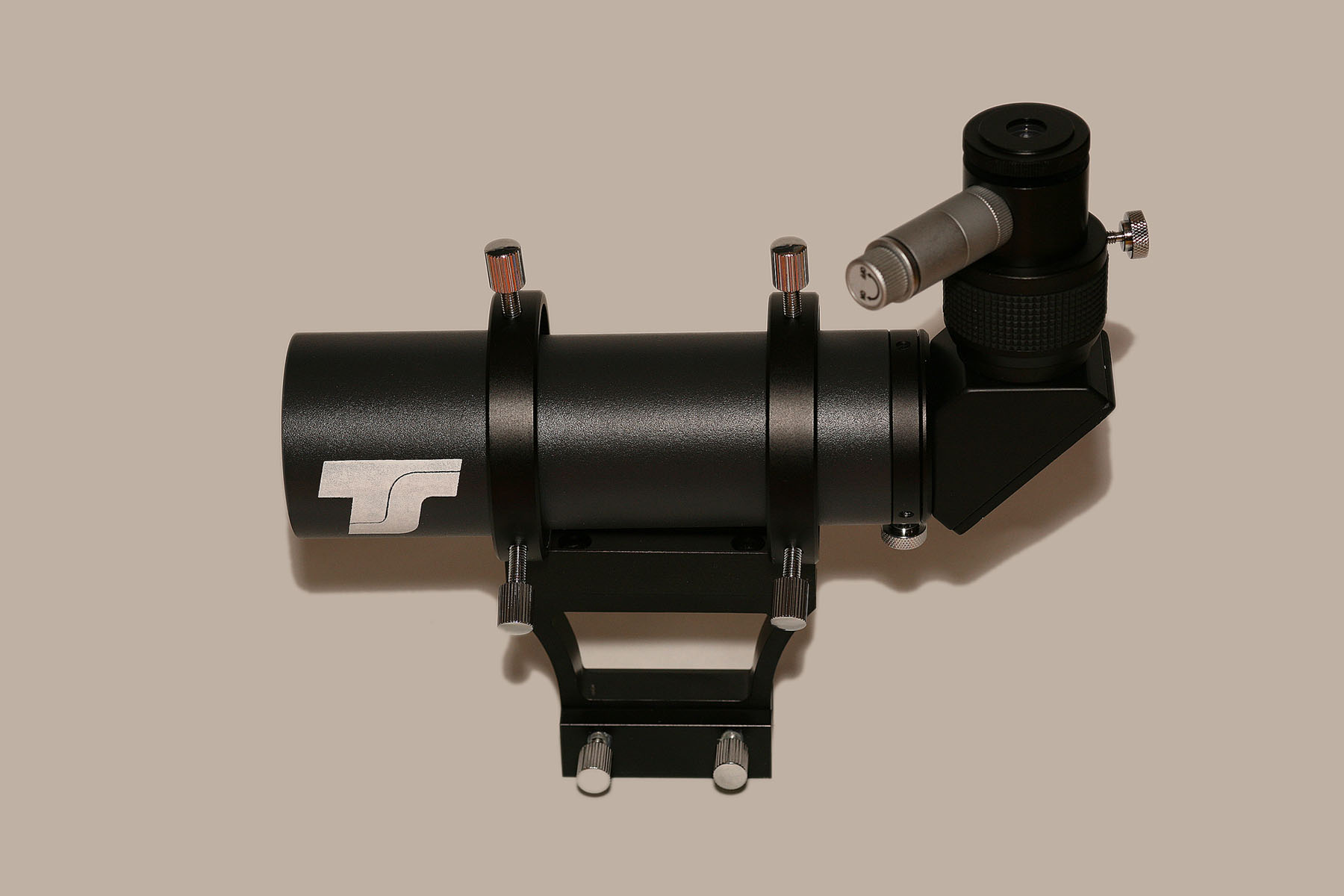
L'oculare di un telescopio dotato di un prisma a tetto di Amici.

L'utilizzo più ampio del prisma a tetto di Amici è quello di raddrizzatore d'immagine negli oculari dei telescopi. Se il vantaggio dell'uso di questi prismi nei telescopi è quello di avere come risultato un'immagine non capovolta (ma comunque deviata di 90°) e quindi uguale a quella che si avrebbe osservando il cielo a occhio nudo o su una carta stellare, lo svantaggio delle "immagini corrette" da un prisma di Amici è che, poiché nel suo percorso la luce viene divisa in due flussi che interferiscono, è necessario correggere la fase. In più, ad ingrandimenti elevati (>100×), gli oggetti osservati presentano in molti casi una linea luminosa che li attraversa, dovuta alla linea di unione delle due superfici del tetto; pertanto, la maggior parte dei prismi a tetto di Amici, è più adatta per una visione a più basso ingrandimento, tipico dei binocoli o dei cannocchiali prismatici per uso terrestre. Infatti, è molto utilizzato nei prismi a tetto dei binocoli prismatici, nelle configurazioni Schmidt-Pechan e Abbe-König.
Il prisma a tetto di Amici, viene usato molto anche nel pentaprisma a tetto di Corsi, per il mirino oculare di alcune fotocamere reflex.